# Monteviale
Monteviale ist eine nordostitalienische Gemeinde (comune) mit 2791 Einwohnern (Stand 31. Dezember 2023) in der Provinz Vicenza in Venetien. Die Gemeinde liegt etwa sieben Kilometer westnordwestlich von Vicenza. 1906 wurde die Gemeinde als früherer Ortsteil der Nachbargemeinde Gambugliano eigenständig.